# Carta chimica
La carta chimica, detta anche carta autocopiante, è una carta destinata alla redazione contemporanea di più copie dello stesso documento, senza ricorrere all'utilizzo di carta carbone o altri sistemi inseriti dall'esterno. Essa è largamente utilizzata nell'ambiente industriale per la realizzazione di fattura commerciale, documenti di trasporto e per ricevute. 
Una carta chimica di tipo diverso veniva usata nelle prime macchine per fotocopie. Si trattava di una carta caricabile elettrostaticamente che quando veniva colpita dalla luce perdeva le cariche accumulate. In pratica la creazione dell'immagine sulla fotocopia si svolgeva in 3 fasi: nella prima la carta veniva caricata elettrostaticamente su tutta la sua superficie, la seconda fase era la proiezione sulla carta dell'immagine da fotocopiare (le parti dell'immagine di colore bianco scaricavano la carta, quelle di colore nero invece no), a questo punto la carta entrava in contatto con l'inchiostro, che essendo anch'esso carico elettrostaticamente, si attaccava solo alla parte delle carta rimasta carica (quella nera).

## Categorie commerciali
I fogli autocopianti si possono distinguere in:
- Coated Back (CB): è il primo foglio sul quale avviene la scrittura. Essendo trattato sul retro, è in grado di trasmettere la copia al foglio sottostante.
- Coated Front and Back (CFB): sono i fogli mediani. Essendo trattati da entrambi i lati, essi sono adatti a essere impressi dal foglio sovrastante e contemporaneamente imprimere il foglio sottostante.
- Coated Front (CF): è l'ultimo foglio del mazzo, trattato solo sul lato frontale, per essere impresso dal foglio sovrastante.

## Principio di funzionamento
Il principio di funzionamento è abbastanza semplice. Il foglio di carta viene ricoperto con una patina contenente pigmenti microincapsulati (solo su un lato del foglio per le carte CB o CF, mentre da entrambi i lati per le CFB) e un caolino reattivo.
Quando si scrive sul foglio sia con uno strumento di scrittura meccanico che in modo manuale, la pressione esercitata rompe le microcapsule del pigmento che si sparge sul foglio e reagisce rapidamente con il caolino per formare il segno di scrittura.
Poiché le capsule sono molto piccole, la scrittura che si ottiene è molto precisa.